# MDA-MB-468
MDA-MB-468（MD Anderson-Metastatic Breast-468）是一種轉移性乳腺癌細胞系，最初在1977年分離自一名51歲的患有轉移性腺癌的黑人女性患者的胸腔積液。儘管組織供體對於G6PD等位基因是雜合的，但是該細胞系始終顯示出G6PD A的表型。 MDA-MB-468細胞的模態染色體數為64，而不同細胞中的實際染色體數在60-67之間，染色體總數在次三倍體範圍內。正常染色體X、N2、N3、N7、N8、N10和N22參與該細胞系中，形成標誌染色體的過程而出現明顯不足的現象。MDA-MB-468細胞不表達雌激素受體，高度表達表皮生長因子受體（每個細胞表達約1.3×106EGFR），並且被表皮生長因子抑制生長及將DNA片段化成核小體低聚物，最終導致細胞出現凋亡形態。MDA-MB-468細胞通常應用於乳腺癌研究，目前已被證明可用於研究乳腺癌的增殖和轉移，同時也可以用於測試乳腺癌的化學治療方法。

## 外部連結
- Cellosaurus entry for MDA-MB-468 （页面存档备份，存于）